# Endlicheria verticillata
Endlicheria verticillata är en lagerväxtart som beskrevs av Carl Christian Mez. Endlicheria verticillata ingår i släktet Endlicheria och familjen lagerväxter. Inga underarter finns listade i Catalogue of Life.